# کوچه خدابنده‌لو
کوچهٔ خدابنده‌لو یکی از کوچه‌های قدیمی شهر تهران است.
کوچهٔ خدابنده‌لو، کوچه‌ای شرقی غربی است. این کوچه از سمت غرب و از خیابان ناصرخسرو مقابل ساختمان بزرگ وزارت دارایی واقع شده و به خیابان پامنار خاتمه می‌یابد.
کوچه خدابنده‌لو بورس تجهیزات پزشکی و بازار محصولات بهداشتی آرایشی است. همچنین تعدادی از ناشران نسل اول صنعت نشر ایران در این کوچه واقع هستند.
این کوچه مانند دیگر کوچه‌های محله پامنار یکی از محل‌های تجمع آثار و بناهای تاریخی تهران است.
بقعه امامزاده سید اسحاق در کوچه خدابنده‌لو در خیابان ناصر خسرو واقع شده و مردم آن را به نام قدمگاه چهارده معصوم هم می‌خوانند و بنا بر متن زیارت‌نامه موجود، او در ملک ری کشته شده‌است. نسبت او به موسی بن جعفر می‌رسد. این بقعه کوچک در حدود ۲۲ متر مربع مساحت دارد و در سال‌های اخیر بازسازی شده‌است. یک لوح سنگی که بر آن صلوات بر چهارده معصوم کنده‌کاری شده به دیوار بقعه نصب شده‌است.
شیوه نگارش خط ثلث موجود بر سنگی که در سرداب قرار دارد، تاریخ آن را به قرن هشتم یا نهم هجری می‌رساند.